# Microdalyella ruebushi
Microdalyella ruebushi är en plattmaskart. Microdalyella ruebushi ingår i släktet Microdalyella och familjen Dalyelliidae. Inga underarter finns listade i Catalogue of Life.